# Onore di fantino
Onore di fantino (Sweepstakes) è un film del 1931 diretto da Albert S. Rogell.

## Produzione
Il film, prodotto dalla RKO Pathé Pictures con il titolo di lavorazione The Whoop-te-doo Kid, venne girato nei RKO-Pathé Studios al 9336 di Washington Blvd., a Culver City. Fu il primo film che Charles R. Rogers produsse per la RKO.

### Canzoni
- Dancing with Tears in My Eyes, musica di Joseph A. Burke, parole di Al Lubin - cantata dal cameriere nella taverna
- Gee, But It's Great to Meet a Friend from Your Home Town, musica di James McGavisk, parole di William Tracey - cantata da Eddie Quillan nella taverna
- How About Me Calling You My Sweetheart, scritta da Mort Harris e Ted Snyder

## Distribuzione
Il copyright del film, richiesto dalla RKO Pathé Distributing Corp., fu registrato il 10 luglio 1931 con il numero LP2344.
Distribuito dalla RKO-Pathé Distributing Corp., il film uscì nelle sale cinematografiche USA il 10 luglio 1931 dopo essere stato presentato in prima a New York il 25 giugno. In Irlanda, il film fu distribuito il 6 novembre 1931.